# 1932 na Alemanha
Esta é uma cronologia dos fatos acontecimentos de ano 1932 na Alemanha.

## Eventos
- 13 de março: É realizado o primeiro turno da eleição presidencial.
- 10 de abril: É realizado o segundo turno da eleição presidencial. Paul von Hindenburg é eleito o presidente da Alemanha.
- 1 de maio: Os confrontos graves entre nazistas e comunistas ocorrem nas várias cidades alemãs durante as comemorações do Dia do Trabalho.
- 30 de agosto: Hermann Göring é eleito o presidente do Parlamento alemão, o Reichstag.
- 3 de dezembro: Presidente Paul von Hindenburg nomeia Kurt von Schleicher como o Chanceler da Alemanha.